# 10030 Філкінан
10030 Філкінан (10030 Philkeenan) — астероїд головного поясу, відкритий 30 серпня 1981 року.
Тіссеранів параметр щодо Юпітера — 3,206.
Названо на честь Філіпа Кінана (англ. Philip Keenan; 1908-2000), з 1946 року професора астрономії у обсерваторії Перкінс в Університеті штату Огайо.